# Csáky István (országbíró)
Körösszegi és adorjáni gróf Csáky (X.) István (Szendrő, 1635. április 15. – 1699. december 4. vagy 7.) császári és királyi valódi belső titkos tanácsos, kamarás és országbíró.

## Családja
Udvarhoz hű főúri család sarja, Csáky (VIII.) István (1603–1662) tárnokmester és Forgách Éva (†1639) fia. A család oldalágainak kihalásával ő a Csáky-nemzetség ma élő tagjainak őse. Három nejétől 44 év alatt 26 gyermeke született, közülük hárman halva jöttek a világra, s az ismert (alább közölt) 23 gyermek közül is néhányan hamar elhaláloztak. A magyar katolikus arisztokrácia egyik vezető személyiségének gyermekei közül 2 bíboros lett, négyen apácák és két fia  Rákóczi hű katonái lettek.
Első felesége Lónyay Margit (†1670. július), Lónyay Zsigmond beregi főispán leánya, Telegdi István özvegye volt, kit 1654. január 7-én vezetett oltár elé. Gyermekeik:
- Krisztina (1654. november 4. – 1723. április 25.)
- Zsuzsanna (1656. szeptember 29. – 1666 után)
- Ilona (1658. Úrnapján, †gyermekként)
- Mária (1660. október 2.)
- Éva Franciska (1662. január 3. – 1729. február 4.)
- Anna (1663. január 23.)
- Zsigmond tárnokmester (1665. szeptember 20. – 1738. június 8.)
- Borbála (1667. június 18. – 1708 után)
- István (1669. április 23. – 1725. december 17. előtt)

Másodszor 1671. november 14-én házasodott: a református Melith Klárát (†1684. november) vette feleségül, aki hamarosan katolizált. A tőle született gyermekek:
- Imre (1672. október 28. – 1732. augusztus 28.)
- Klára (1673. október 22. – 1712. november 6.)
- György, előbbi ikertestvére (1673. október 22., †kisdedként)
- Tamás (1675. január 29. – 1705)
- (György, 1675. július 2-án halva született)
- Mihály (1676. október 29. – 1757. december 7.)
- György (1677. október 27. – 1742)
- László (1678. szeptember 26., †ifjan)

Harmadszor, 1689. augusztus 3-án Barkóczy Máriával, helyettese, gróf Barkóczy Ferenc vicegenerális leányával kötött házasságot. Gyermekeik:
- Ádám (1691. május 8., †ifjan)
- (Egy halva született gyermek)
- Erzsébet (1693. április 4., †kisdedként)
- János (1695. június 17. – 1695. június 20.)
- Ferenc (1697. május 12., †gyermekként)
- Miklós (1698. december 5. – 1757. május 31.)

## Élete
Iskoláztatásáról kevés és bizonytalan adat van. Birtokai döntő részben a Felvidéken voltak. Majd harminc éven keresztül Bereg vármegye főispánja volt 1659 és 1689 között. 1662 és 1679 között szatmári és tiszántúli főkapitány volt. 1670-től haláláig Szepes vármegye örökös főispánja volt.
1682. február 16-tól felső-magyarországi kerületi főkapitány haláláig. 1683-ban részt vett Bécs felmentésében, miközben szepességi birtokait Thököly kurucai feldúlták.
1687-ben Antonio Caraffa sikertelenül próbálta gyanúba keverni az eperjesi vésztörvényszék előtt, az országgyűlésen ugyanakkor őt választják a hirtelen elhunyt Draskovich Miklós országbíró utódává.
Bereg vármegye főispáni és Szatmár várának főkapitányi címét is viselte.

## Munkái
1663-64-ben levelezésben állt Zrínyi Miklóssal. Zrínyinek öt Csákyhoz írt levele ismert. Csáky 7 levelet írt Zrínyinek. Ezeket a leveleket ki is adták.
A családi Zöld-könyvbe irt följegyzésein kívül 28 darab levele fiához Imre kalocsai érsek és bíbornokhoz a lőcsei nemzetségi levéltárban őriztetik.
Levele 1684. február. 23. Esterházy Pálhoz (Tört. Tárban 1886.)
Filozófia történeti érdekesség a "Politica philosophiai okoskodás szerint való rendes életnek példája" című műve, amelyben az uralkodó és az egyén erkölcsös életvitelének szabályait elemzi. Műve az erkölcsfilozófiai irodalom egyik érdekes műve.
- Politica philosophiai Okoskodás-szerint való rendes életnek példája. 1664–1674; szöveggond., bev., jegyz. Hargittay Emil; Argumentum, Bp., 1992